# Gmina Koprivnički Ivanec
Gmina Koprivnički Ivanec (chorw. Općina Koprivnički Ivanec) – gmina w Chorwacji, w żupanii kopriwnicko-kriżewczyńskiej. W 2011 roku liczyła  2121 mieszkańców.